# Parochlus rennelli
Parochlus rennelli är en tvåvingeart som beskrevs av James E. Sublette och Wirth 1980. Parochlus rennelli ingår i släktet Parochlus och familjen fjädermyggor. Inga underarter finns listade i Catalogue of Life.